# Stampe & Renard SR-7

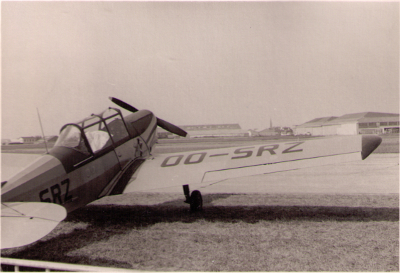
Stampe & Renard SR-7 à Gosselies au Salon International de l'Aviation Générale en 1968.

Le Stampe & Renard SR-7 est un avion monoplan d'entraînement belge, constituant l'ultime évolution du Stampe SV-4b fabriqué par les usines Stampe & Renard. Il fut construit à deux exemplaires et évalué par la force aérienne belge qui lui préfèrera le Marchetti SF-260. Il fut aussi construit à un seul exemplaire en France par les usines Farman, et évalué sous le nom de Farman 500 Monitor I. Un exemplaire de SR-7 (00-SRZ) est encore visible au musée de l'air de Bruxelles. 